# Mollia lepidota
Mollia lepidota är en malvaväxtart. Mollia lepidota ingår i släktet Mollia och familjen malvaväxter.

## Underarter
Arten delas in i följande underarter:
- M. l. boliviana
- M. l. casiquiariensis
- M. l. lepidota
- M. l. sphaerocarpa